# Camlachie (Whiskybrennerei)
Camlachie, im Laufe der Jahre auch Loch Katrine oder Whitevale genannt, war eine Whiskybrennerei in Glasgow, Schottland.
Die Brennerei wurde im Jahre 1834 von Coventry & Bellsland in der Camlachie Street 130 in Glasgow gegründet. Im folgenden Jahr fand eine Umbenennung in Whitevale Distillery statt und das Unternehmen musste Konkurs anmelden. Nachdem es anschließend bis 1847 von James Guild Jr. geleitet wurde, gelangte das Unternehmen in die Hände von Hector Henderson, später Henderson, Lamont & Co., der auch die Caol-Ila-Brennerei besaß und mitverantwortlich für den Aufbau der Littlemill-Brennerei war. 1856 erwarben Bulloch & Co. das Unternehmen und führten es, später als Bulloch, Lade & Co. bis zu seiner Übernahme und Schließung durch Distillers Company Ltd. (DCL) im Jahre 1920. Etwa um das Jahr 1870 wurde die Brennerei nach dem bedeutenden See nördlich von Glasgow in Loch Katrine umbenannt. Die Gebäude wurden zwischenzeitlich abgerissen.
Als Alfred Barnard im Rahmen seiner Whiskyreise im Jahre 1886 die Brennerei besuchte, verfügte sie über je zwei Grobbrand- (Wash Stills) und Feinbrandblasen (Spirit Stills) und produzierte jährlich etwa 300.000 Gallonen Whisky. Die Brennereien Benmore, Campbeltown und Caol Ila gehörten zu dieser Zeit demselben Unternehmen an.